# جامعة لوسيادا في بورتو
جامعة لوسيادا - نورث أو جامعة لوسيادا دو بورتو (بالبرتغالية: Universidade Lusíada do Porto‏) هي جامعة برتغالية خاصة تقع في بورتو وتأسست عام 1991.